# Up from the Skies
Up from the Skies è un brano musicale scritto e registrato da Jimi Hendrix e pubblicato dal suo gruppo The Jimi Hendrix Experience come singolo estratto dal loro secondo LP Axis: Bold as Love.

## Il brano
Il brano narra nel dettaglio le impressioni di un extraterrestre che ritornato dopo lungo tempo sul pianeta Terra, constata amaramente il danno arrecato al pianeta fatto dagli umani che lo abitano. La canzone fu l'unico singolo estratto da Axis: Bold as Love, e fu pubblicato solamente in Francia e negli Stati Uniti, raggiungendo appena la posizione numero 82 della classifica di Billboard riservata ai singoli.

### Registrazione
Up from the Skies venne registrata il 29 ottobre 1967, nell'ultima sessione di lavoro per l'album agli Olympic Sound Studios di Londra.

### Accoglienza
Anche se non riscosse il successo dei precedenti singoli del gruppo, Up from the Skies fu generalmente ben accolta dalla critica. Sulla rivista Rolling Stone, il critico Parke Puterbaugh descrisse la canzone come il brano ideale per l'apertura del disco, suggerendo che "Up from the Skies" ("Su dai cieli") fosse la missione di Axis: Bold As Love, portare cioè l'ascoltatore in un'altra dimensione attraverso una musica che facesse salire la mente oltre i confini dello spazio e del tempo. Il recensore Cub Koda, di allmusic, riassume la canzone definendola "rock spaziale".

## Tracce singolo
1. Up From the Skies - 2:55
2. One Rainy Wish - 3:40

## Crediti
- Jimi Hendrix: voce, chitarra
- Noel Redding: basso
- Mitch Mitchell: batteria
- Chas Chandler: produzione
- Eddie Kramer: tecnico del suono

## Cover
Up from the Skies è stata fatta oggetto di cover da parte di numerosi artisti, principalmente in album tributo dedicati al chitarrista di Seattle. Tra gli artisti che hanno reinterpretato il brano ricordiamo Sting, Gil Evans, Ellen McIlwaine, Joan Jett and The Blackhearts, Rickie Lee Jones e The Hamsters.